# Euryproctus regenerator
Euryproctus regenerator là một loài tò vò trong họ Ichneumonidae.